# Raptor Ranch
Raptor Ranch es una película estadounidense de acción, aventura y comedia de 2013, dirigida por Dan Bishop, que a su vez la escribió junto a Shlomo May-Zur, musicalizada por Evan Frankfort, en la fotografía estuvo Clint Childers y los protagonistas son Jana Mashonee, Lorenzo Lamas y Cole Brown, entre otros. El filme fue realizado por Nu Imagination y se estrenó el 22 de julio de 2013.

## Sinopsis
Fossil Ridge, que alguna vez se supuso que era un criadero de ganado, es en realidad un lugar que desarrolla peligrosos velocirraptores. En el momento que estos dinosaurios escapan, las personas del pueblo deben pelear para mantenerse a salvo.